# 若井站
若井站（日语：／ Wakai eki */?）是一位於日本高知縣高岡郡四萬十町若井、隸屬於土佐黑潮鐵道和四國旅客鐵道（JR四國）的鐵路車站。車站編號為TK27及G27。管理權屬土佐黑潮鐵道。
中村線和予土線的分岐点是川奥信号場，本站～川奥信号場間（含信号场）由土佐黑潮铁道管理。也因此本站不计入JR四国的车站范围内。
因为窪川站～本站間是土佐黑潮铁道的路線，若乘坐予土线列车经由本站，是不能使用“青春18车票”的，需要另外支付此路段车费。另外，本站虽然可认为是JR四国与土佐黑潮铁道的分界站，但并不会在此更换乘务员，予土线列车由JR的驾驶员直接驾驶到洼川站。

## 車站結構
本站為簡易車站模式，並不設置站房，出入口位於月台末端向川奧信號場一方，為無障礙斜道，並連接至附近的行人路。沿行人路設置了一部投幣式電話亭及一排有蓋的單車停泊處。
車站附近主要為農地，位於車站的西側和南側，東側為民居集落。

### 月台配置
只設有側式月台1個，長度只有50米，有效長度只有2輛，闊度亦十分狹窄。整個月台的配置、就只有位於中央的一個稍矮的有蓋候車亭，以磚、木板及鐵皮所搭成，內設有一張木製長型木櫈。本站沒有設置自動售票機，乘客需直接在列車上取票。車站站牌上注明本站可以接駁予土線列車。
| 路線     | 方向 | 目的地             |
| -------- | ---- | ------------------ |
| ■ 中村線 | 下行 | 中村、宿毛方向     |
| ■ 中村線 | 上行 | 窪川方向           |
| ■ 予土線 | 下行 | 江川崎、宇和島方向 |
| ■ 予土線 | 上行 | 窪川方向           |

## 歷史
- 1963年12月18日：隨日本國有鐵道中村線通車開業[1]，已為無人站[2]。
- 1974年3月1日：予土線開通，營業上以本站為分岐站（施設上則以川奥信號場）為界[3]。
- 1987年4月1日：日本國鐵分割民營化，車站的營運由JR四國繼承。
- 1988年4月1日：隨中村線轉交由土佐黑潮鐵道管理及營運。
- 2025年7月2-15日：樂隊組合Mrs._GREEN_APPLE為推廣出道10周年及周年精選唱片發行，成員若井滉斗選取了本站作為其中一個限定限時放置文宣的車站，並且即場為宣傳品簽名[4][5][6]。

## 使用狀況
| 1日上落人數推斷 | 1日上落人數推斷 |
| 年度            | 1日平均人數     |
| --------------- | --------------- |
| 2011            | 25              |
| 2012            | 34              |
| 2013            | 34              |
| 2014            | 24              |
| 2015            | 26              |
| 2016            | 21              |
| 2017            | 21              |
| 2018            | 17              |
| 2019            | 17              |
| 2020            | 18              |
| 2021            | 16              |
| 2022            | 16              |

## 相鄰車站
TKT 土佐黑潮鐵道
■中村線
■特急「四萬十」1、4號、「足摺」
通過
■普通
窪川（TK26）－若井（TK27）－（川奧信號場）－荷稻（TK28）
 四國旅客鐵道
■予土線（窪川方向直通中村線路段）
■普通
窪川（TK26）（中村線）－若井（G27）－（川奧信號場）－家地川（G28）

## 外部連結
- 土佐黑潮鐵道若井站官方網頁